# Adolf Krzyk
Adolf Krzyk (ur. 25 grudnia 1907 w Morawskiej Ostrawie, zm. 13 września 1987 w Niemodlinie) – polski piłkarz.
Adolf Krzyk był bramkarzem Brygady Częstochowa oraz polskiej reprezentacji. W kadrze zadebiutował 12 września 1937 roku w Warszawie w meczu z Danią (3:1). Ostatni swój mecz w reprezentacji rozegrał 27 sierpnia 1939 roku w meczu z Węgrami (4:2), który odbył się w Warszawie. W reprezentacji rozegrał 6 meczów. Wpuścił 11 bramek.
Po zakończeniu II wojny światowej kontynuował karierę klubową prawie do 47 roku życia. Nie wiodło mu się. Ostatnie lata swego życia spędził w biedzie i zapomnieniu.

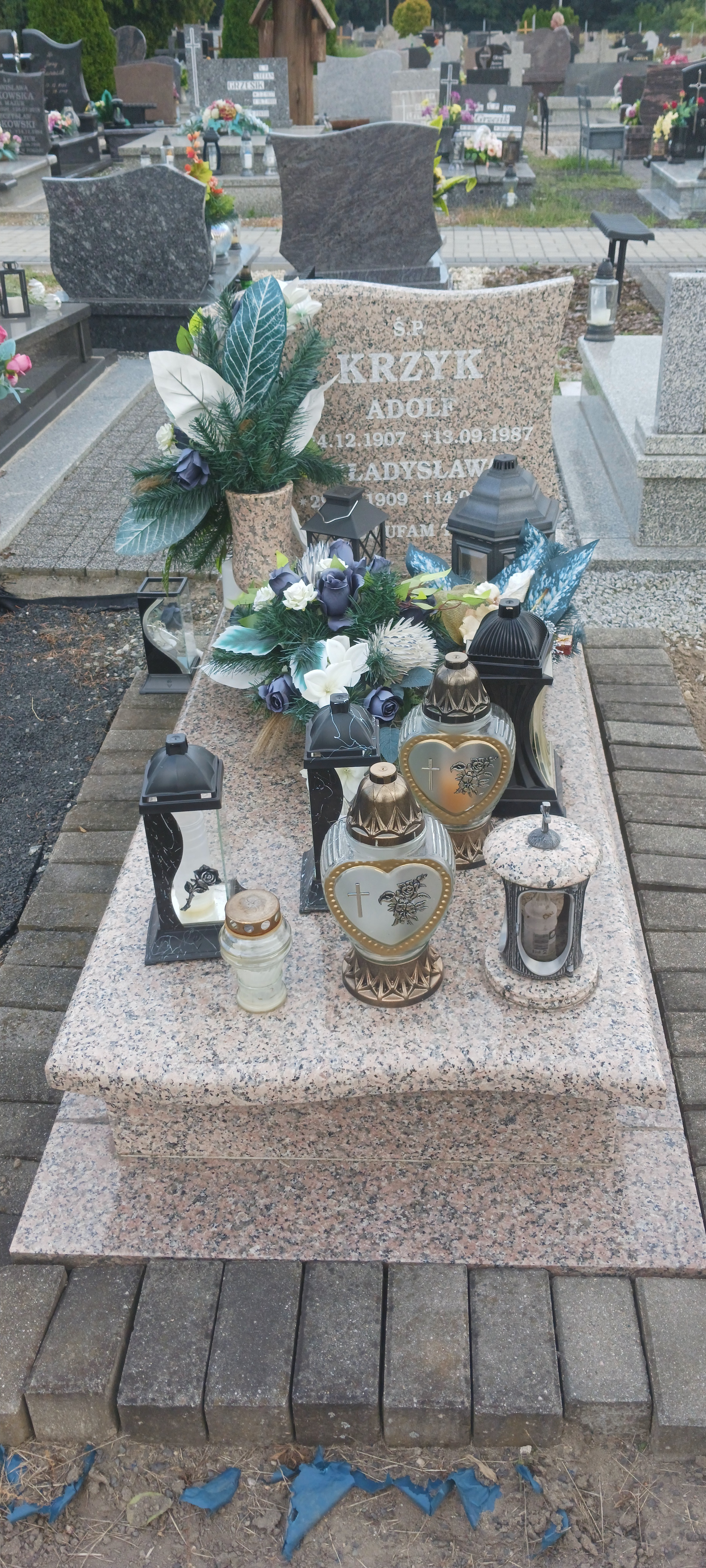
Grób Adolfa Krzyka na cm. parafialnym w Niemodlinie

## Mecze w reprezentacji
- 12 września 1937 Warszawa, Polska - Dania 3:1
- 10 października 1937 Warszawa, Polska - Jugosławia 4:0
- 22 stycznia 1939 Paryż, Francja - Polska 4:0
- 27 maja 1939 Łódź, Polska - Belgia 3:3
- 4 czerwca 1939 Warszawa, Polska - Szwajcaria 1:1
- 27 sierpnia 1939 Warszawa, Polska - Węgry 4:2